# 10e étape du Tour de France 2001
Pour un article plus général, voir Tour de France 2001.
La 10e étape du Tour de France 2001 a eu lieu le 17 juillet 2001 entre Aix-les-Bains et l'Alpe d'Huez sur une distance de 209 km. Elle a été remportée par l'Américain Lance Armstrong (US Postal Service) devant l'Allemand Jan Ullrich (Deutsche Telekom) et l'Espagnol Joseba Beloki (ONCE-Eroski). Le Français François Simon s'empare du maillot jaune aux dépens de l'Australien Stuart O'Grady à l'issue de l'étape.

## Classement de l'étape
| \| Classement de l'étape \| Classement de l'étape \| Classement de l'étape \| Classement de l'étape \| Classement de l'étape \| \| Coureur \| Coureur \| Pays \| Équipe \| Temps \| \| --------------------- \| ------------------------- \| --------------------- \| --------------------- \| --------------------- \| \| 1er \| Lance Armstrong \| États-Unis \| US Postal Service \| DQ \| \| 2e \| Jan Ullrich \| Allemagne \| Deutsche Telekom \| + 1 min 59 s \| \| 3e \| Joseba Beloki \| Espagne \| ONCE-Eroski \| + 2 min 09 s \| \| 4e \| Christophe Moreau \| France \| Festina \| + 2 min 30 s \| \| 5e \| Óscar Sevilla \| Espagne \| Kelme-Costa Blanca \| + 2 min 54 s \| \| 6e \| Francisco Mancebo \| Espagne \| iBanesto.com \| + 4 min 01 s \| \| 7e \| Laurent Roux \| France \| Jean Delatour \| + 4 min 03 s \| \| 8e \| Igor González de Galdeano \| Espagne \| ONCE-Eroski \| + 4 min 03 s \| \| 9e \| Roberto Laiseka \| Espagne \| Euskaltel-Euskadi \| + 4 min 03 s \| \| 10e \| Leonardo Piepoli \| Italie \| iBanesto.com \| + 4 min 07 s \| |                           |            |                    |              |
| |                           |            |                    |              |
| |                           |            |                    |              |
| Classement de l'étape |                           |            |                    |              |
| Coureur | Coureur                   | Pays       | Équipe             | Temps        |
| 1er | Lance Armstrong           | États-Unis | US Postal Service  | DQ           |
| 2e | Jan Ullrich               | Allemagne  | Deutsche Telekom   | + 1 min 59 s |
| 3e | Joseba Beloki             | Espagne    | ONCE-Eroski        | + 2 min 09 s |
| 4e | Christophe Moreau         | France     | Festina            | + 2 min 30 s |
| 5e | Óscar Sevilla             | Espagne    | Kelme-Costa Blanca | + 2 min 54 s |
| 6e | Francisco Mancebo         | Espagne    | iBanesto.com       | + 4 min 01 s |
| 7e | Laurent Roux              | France     | Jean Delatour      | + 4 min 03 s |
| 8e | Igor González de Galdeano | Espagne    | ONCE-Eroski        | + 4 min 03 s |
| 9e | Roberto Laiseka           | Espagne    | Euskaltel-Euskadi  | + 4 min 03 s |
| 10e | Leonardo Piepoli          | Italie     | iBanesto.com       | + 4 min 07 s |

## Classement général
À la suite de cette première étape de montagne, le classement général subit plusieurs changements. En tête, le Français François Simon (Bonjour) s'empare du maillot jaune de leader au détriment de l'Australien Stuart O'Grady (Crédit agricole) qui tombe à la troisième place. Il devance le Kazakh Andrei Kivilev (Cofidis), qui gagne deux places, de près de 12 minutes. Le vainqueur de l'étape, l'Américain Lance Armstrong (US Postal Service) gagne 19 places et remonte à la quatrième, à un peu plus de 20 minutes du leader. Le reste du top 10 est complètement renouvelé et on y retrouve les grands favoris de cette édition, avec notamment l'Espagnol Joseba Beloki (ONCE-Eroski) 5e, le Français Christophe Moreau (Festina) 6e ou l'Allemand Jan Ullrich (Deutsche Telekom) 7e.
| \| Classement général \| Classement général \| Classement général \| Classement général \| Classement général \| \| Coureur \| Coureur \| Pays \| Équipe \| Temps \| \| ------------------ \| ------------------------- \| ------------------ \| ------------------------------- \| ------------------ \| \| 1er \| François Simon \| France \| Bonjour \| 45 h 34 min 09 s \| \| 2e \| Andrei Kivilev \| Kazakhstan \| Cofidis-Le Crédit par Téléphone \| + 11 min 54 s \| \| 3e \| Stuart O'Grady \| Australie \| Crédit Agricole \| + 18 min 10 s \| \| 4e \| Lance Armstrong \| États-Unis \| US Postal Service \| DQ \| \| 5e \| Joseba Beloki \| Espagne \| ONCE-Eroski \| + 21 min 42 s \| \| 6e \| Christophe Moreau \| France \| Festina \| + 22 min 21 s \| \| 7e \| Jan Ullrich \| Allemagne \| Deutsche Telekom \| + 22 min 41 s \| \| 8e \| Igor González de Galdeano \| Espagne \| ONCE-Eroski \| + 23 min 34 s \| \| 9e \| Óscar Sevilla \| Espagne \| Kelme-Costa Blanca \| + 24 min 07 s \| \| 10e \| Santiago Botero \| Colombie \| Kelme-Costa Blanca \| + 25 min 52 s \| |                           |            |                                 |                  |
| |                           |            |                                 |                  |
| |                           |            |                                 |                  |
| Classement général |                           |            |                                 |                  |
| Coureur | Coureur                   | Pays       | Équipe                          | Temps            |
| 1er | François Simon            | France     | Bonjour                         | 45 h 34 min 09 s |
| 2e | Andrei Kivilev            | Kazakhstan | Cofidis-Le Crédit par Téléphone | + 11 min 54 s    |
| 3e | Stuart O'Grady            | Australie  | Crédit Agricole                 | + 18 min 10 s    |
| 4e | Lance Armstrong           | États-Unis | US Postal Service               | DQ               |
| 5e | Joseba Beloki             | Espagne    | ONCE-Eroski                     | + 21 min 42 s    |
| 6e | Christophe Moreau         | France     | Festina                         | + 22 min 21 s    |
| 7e | Jan Ullrich               | Allemagne  | Deutsche Telekom                | + 22 min 41 s    |
| 8e | Igor González de Galdeano | Espagne    | ONCE-Eroski                     | + 23 min 34 s    |
| 9e | Óscar Sevilla             | Espagne    | Kelme-Costa Blanca              | + 24 min 07 s    |
| 10e | Santiago Botero           | Colombie   | Kelme-Costa Blanca              | + 25 min 52 s    |

## Classements annexes
| Classement par points | Classement par points | Classement par points | Classement par points | Classement par points |
| Coureur               | Coureur               | Pays                  | Équipe                | Points                |
| --------------------- | --------------------- | --------------------- | --------------------- | --------------------- |
| 1er                   | Stuart O'Grady        | Australie             | Crédit Agricole       | 136 pts               |
| 2e                    | Erik Zabel            | Allemagne             | Deutsche Telekom      | 127 pts               |
| 3e                    | Damien Nazon          | France                | Bonjour               | 90 pts                |
| 4e                    | Sven Teutenberg       | Allemagne             | Festina               | 82 pts                |
| 5e                    | François Simon        | France                | Bonjour               | 76 pts                |

| Classement par points | Classement par points | Classement par points | Classement par points | Classement par points |
| Coureur               | Coureur               | Pays                  | Équipe                | Points                |
| --------------------- | --------------------- | --------------------- | --------------------- | --------------------- |
| 1er                   | Stuart O'Grady        | Australie             | Crédit Agricole       | 136 pts               |
| 2e                    | Erik Zabel            | Allemagne             | Deutsche Telekom      | 127 pts               |
| 3e                    | Damien Nazon          | France                | Bonjour               | 90 pts                |
| 4e                    | Sven Teutenberg       | Allemagne             | Festina               | 82 pts                |
| 5e                    | François Simon        | France                | Bonjour               | 76 pts                |

| Classement de la montagne | Classement de la montagne | Classement de la montagne | Classement de la montagne | Classement de la montagne |
| Coureur                   | Coureur                   | Pays                      | Équipe                    | Points                    |
| ------------------------- | ------------------------- | ------------------------- | ------------------------- | ------------------------- |
| 1er                       | Laurent Roux              | France                    | Jean Delatour             | 127 pts                   |
| 2e                        | Laurent Jalabert          | France                    | CSC-Tiscali               | 106 pts                   |
| 3e                        | Eladio Jiménez            | Espagne                   | iBanesto.com              | 80 pts                    |
| 4e                        | Patrice Halgand           | France                    | Jean Delatour             | 69 pts                    |
| 5e                        | Óscar Sevilla             | Espagne                   | Kelme-Costa Blanca        | 64 pts                    |

| Classement de la montagne | Classement de la montagne | Classement de la montagne | Classement de la montagne | Classement de la montagne |
| Coureur                   | Coureur                   | Pays                      | Équipe                    | Points                    |
| ------------------------- | ------------------------- | ------------------------- | ------------------------- | ------------------------- |
| 1er                       | Laurent Roux              | France                    | Jean Delatour             | 127 pts                   |
| 2e                        | Laurent Jalabert          | France                    | CSC-Tiscali               | 106 pts                   |
| 3e                        | Eladio Jiménez            | Espagne                   | iBanesto.com              | 80 pts                    |
| 4e                        | Patrice Halgand           | France                    | Jean Delatour             | 69 pts                    |
| 5e                        | Óscar Sevilla             | Espagne                   | Kelme-Costa Blanca        | 64 pts                    |

| Classement du meilleur jeune | Classement du meilleur jeune | Classement du meilleur jeune | Classement du meilleur jeune | Classement du meilleur jeune |
| Coureur                      | Coureur                      | Pays                         | Équipe                       | Temps                        |
| ---------------------------- | ---------------------------- | ---------------------------- | ---------------------------- | ---------------------------- |
| 1er                          | Óscar Sevilla                | Espagne                      | Kelme-Costa Blanca           | 45 h 58 min 16 s             |
| 2e                           | Francisco Mancebo            | Espagne                      | iBanesto.com                 | + 3 min 08 s                 |
| 3e                           | Sven Montgomery              | Suisse                       | La Française des jeux        | + 5 min 50 s                 |
| 4e                           | Jörg Jaksche                 | Allemagne                    | ONCE-Eroski                  | + 19 min 12 s                |
| 5e                           | José Iván Gutiérrez          | Espagne                      | ONCE-Eroski                  | + 36 min 07 s                |

| Classement du meilleur jeune | Classement du meilleur jeune | Classement du meilleur jeune | Classement du meilleur jeune | Classement du meilleur jeune |
| Coureur                      | Coureur                      | Pays                         | Équipe                       | Temps                        |
| ---------------------------- | ---------------------------- | ---------------------------- | ---------------------------- | ---------------------------- |
| 1er                          | Óscar Sevilla                | Espagne                      | Kelme-Costa Blanca           | 45 h 58 min 16 s             |
| 2e                           | Francisco Mancebo            | Espagne                      | iBanesto.com                 | + 3 min 08 s                 |
| 3e                           | Sven Montgomery              | Suisse                       | La Française des jeux        | + 5 min 50 s                 |
| 4e                           | Jörg Jaksche                 | Allemagne                    | ONCE-Eroski                  | + 19 min 12 s                |
| 5e                           | José Iván Gutiérrez          | Espagne                      | ONCE-Eroski                  | + 36 min 07 s                |

| Classement par équipes | Classement par équipes | Classement par équipes | Classement par équipes |
| Équipe                 | Équipe                 | Pays                   | Temps                  |
| ---------------------- | ---------------------- | ---------------------- | ---------------------- |
| 1re                    | Rabobank               | Pays-Bas               | 136 h 48 min 08 s      |
| 2e                     | Kelme-Costa Blanca     | Espagne                | + 37 min 30 s          |
| 3e                     | Festina                | France                 | + 53 min 56 s          |
| 4e                     | Bonjour                | France                 | + 59 min 56 s          |
| 5e                     | ONCE-Eroski            | Espagne                | + 1 h 05 min 43 s      |

| Classement par équipes | Classement par équipes | Classement par équipes | Classement par équipes |
| Équipe                 | Équipe                 | Pays                   | Temps                  |
| ---------------------- | ---------------------- | ---------------------- | ---------------------- |
| 1re                    | Rabobank               | Pays-Bas               | 136 h 48 min 08 s      |
| 2e                     | Kelme-Costa Blanca     | Espagne                | + 37 min 30 s          |
| 3e                     | Festina                | France                 | + 53 min 56 s          |
| 4e                     | Bonjour                | France                 | + 59 min 56 s          |
| 5e                     | ONCE-Eroski            | Espagne                | + 1 h 05 min 43 s      |